# Antal Fekete

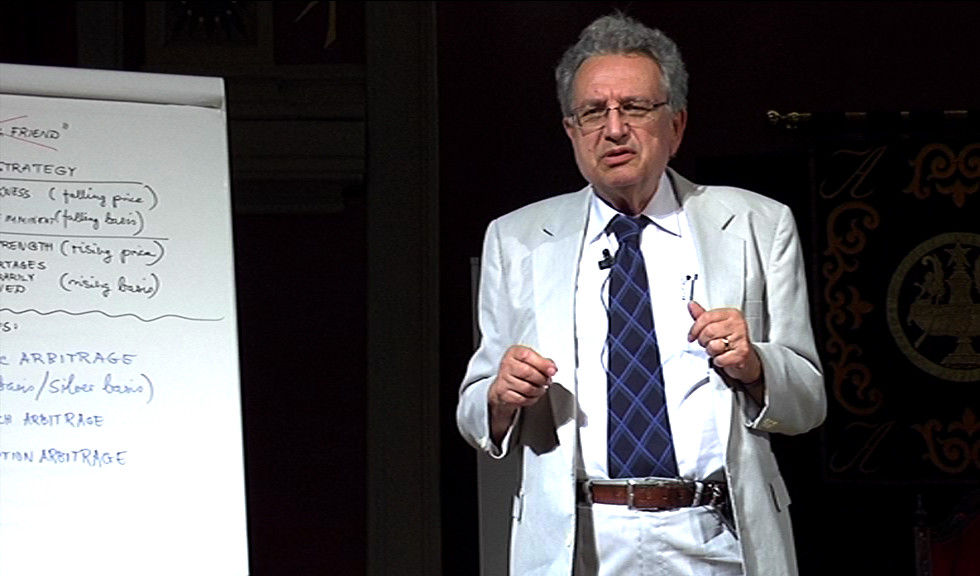
Antal Fekete, 2009

Antal Endre Fekete [ˈɒntɒl ˈɛndrɛ ˈfɛkɛtɛ] (* 8. Dezember 1932 in Budapest, Ungarn; † 14. Oktober 2020 ebenda) war ein Mathematiker und Ökonom. Seine finanzwissenschaftlichen Arbeiten lassen sich der Österreichischen Schule der Nationalökonomie zuordnen.

## Leben
1955 graduierte er an der Eötvös-Loránd-Universität in Budapest. Nach der Niederschlagung des Ungarischen Volksaufstands emigrierte er nach Kanada. 1958 wurde er Assistant Professor an der Memorial University of Newfoundland. Nach 35-jähriger Dienstzeit ging er 1993 im Range eines Full Professor in den Ruhestand. Gastprofessuren hatte er an der Columbia University (1961), am Trinity College Dublin (1964), an der Acadia University (1970) und an der Princeton University (1974). Seit 2005 war er Professor at Large am Intermountain Institute for Science and Applied Mathematics (IISAM) in Missoula, Montana.
Als Finanzwissenschaftler war Fekete Autodidakt. 1996 gewann er mit dem Essay Whither Gold? den Währungspreis der Bank Lips AG. Eine seiner Thesen ist, dass die Weltwirtschaft infolge der Geldpolitik der Zentralbanken (Niedrig- und Minuszinspolitik) vor einer lawinenartigen Transformation von der Geldwirtschaft zur Tauschwirtschaft stehe.

## Schriften
- Real Linear Algebra. Chapman & Hall Pure and Applied Mathematics, Buch 91, CRC Press, 1985.
- mit Peter M. Van Coppenolle: Critique of Mainstream Austrian Economics. In the spirit of Carl Menger. 2019.
- mit Peter M. Van Coppenolle: Credit And The Two Sources From Which It Springs. 2019.